# Indian Wells Open 2011
L'Indian Wells Open 2011, noto come BNP Paribas Open per motivi di sponsorizzazione, è stato un torneo di tennis giocato su campi in cemento. È stata la 38ª edizione dell'Indian Wells Open, faceva parte della categoria ATP World Tour Masters 1000 nell'ambito dell'ATP World Tour 2011, e della categoria Premier Mandatory nell'ambito del WTA Tour 2011. Sia il torneo maschile che quello femminile si sono giocati all'Indian Wells Tennis Garden di Indian Wells negli Stati Uniti dal 7 al 20 marzo 2011. L'Indian Wells Open 2011 è stato il primo torneo della storia a utilizzare il sistema dell'Hawk-Eye su tutti gli otto campi, e non soltanto su quelli principali.

## Partecipanti ATP

### Teste di serie
| Giocatore              | Nazionalità | Ranking | Testa di serie* |
| ---------------------- | ----------- | ------- | --------------- |
| Rafael Nadal           | Spagna      | 1       | 1               |
| Roger Federer          | Svizzera    | 2       | 2               |
| Novak Đoković          | Serbia      | 3       | 3               |
| Robin Söderling        | Svezia      | 4       | 4               |
| Andy Murray            | Regno Unito | 5       | 5               |
| David Ferrer           | Spagna      | 6       | 6               |
| Tomáš Berdych          | Rep. Ceca   | 7       | 7               |
| Andy Roddick           | Stati Uniti | 8       | 8               |
| Fernando Verdasco      | Spagna      | 9       | 9               |
| Jürgen Melzer          | Austria     | 10      | 10              |
| Nicolás Almagro        | Spagna      | 12      | 11              |
| Stan Wawrinka          | Svizzera    | 14      | 12              |
| Mardy Fish             | Stati Uniti | 15      | 13              |
| Ivan Ljubičić          | Croazia     | 16      | 14              |
| Jo-Wilfried Tsonga     | Francia     | 17      | 15              |
| Viktor Troicki         | Serbia      | 18      | 16              |
| Marin Čilić            | Croazia     | 20      | 17              |
| Richard Gasquet        | Francia     | 21      | 18              |
| Marcos Baghdatis       | Cipro       | 22      | 19              |
| Aleksandr Dolhopolov   | Ucraina     | 23      | 20              |
| Sam Querrey            | Stati Uniti | 24      | 21              |
| Guillermo García López | Spagna      | 25      | 22              |
| Albert Montañés        | Spagna      | 26      | 23              |
| Michaël Llodra         | Francia     | 27      | 24              |
| Tommy Robredo          | Spagna      | 28      | 25              |
| Thomaz Bellucci        | Brasile     | 29      | 26              |
| Juan Mónaco            | Argentina   | 30      | 27              |
| Gilles Simon           | Francia     | 31      | 28              |
| Juan Ignacio Chela     | Argentina   | 32      | 29              |
| John Isner             | Stati Uniti | 33      | 30              |
| Ernests Gulbis         | Lettonia    | 34      | 31              |
| Philipp Kohlschreiber  | Germania    | 35      | 32              |

* Le teste di serie sono basate sul ranking al 7 marzo 2011.

### Altri partecipanti
I seguenti giocatori hanno ricevuto una wild-card per il tabellone principale:
- Milos Raonic[3]
- Ričardas Berankis
- Ryan Harrison[3]
- Bernard Tomić[3]
- James Blake[3]

I seguenti giocatori sono entrati nel tabellone principale passando dalle qualificazioni:

- Alex Bogomolov Jr.
- Rohan Bopanna
- Flavio Cipolla
- Rik De Voest
- Somdev Devvarman
- Matthew Ebden
- Chris Guccione
- Marinko Matosevic
- Michael Russell
- Tim Smyczek
- Ryan Sweeting
- Donald Young

### Giocatori che non hanno partecipato
- Gaël Monfils (polso)
- Michail Južnyj (schiena)
- Juan Carlos Ferrero (ginocchio e polso)

## Partecipanti WTA

### Teste di serie
| Giocatrice                  | Nazionalità | Ranking | Testa di serie* |
| --------------------------- | ----------- | ------- | --------------- |
| Caroline Wozniacki          | Danimarca   | 1       | 1               |
| Kim Clijsters               | Belgio      | 2       | 2               |
| Vera Zvonarëva              | Russia      | 3       | 3               |
| Samantha Stosur             | Australia   | 4       | 4               |
| Francesca Schiavone         | Italia      | 5       | 5               |
| Jelena Janković             | Serbia      | 6       | 6               |
| Li Na                       | Cina        | 7       | 7               |
| Viktoryja Azaranka          | Bielorussia | 9       | 8               |
| Agnieszka Radwańska         | Polonia     | 10      | 9               |
| Shahar Peer                 | Israele     | 12      | 10              |
| Svetlana Kuznecova          | Russia      | 13      | 11              |
| Petra Kvitová               | Rep. Ceca   | 14      | 12              |
| Flavia Pennetta             | Italia      | 15      | 13              |
| Kaia Kanepi                 | Estonia     | 16      | 14              |
| Marion Bartoli              | Francia     | 17      | 15              |
| Marija Šarapova             | Russia      | 18      | 16              |
| Anastasija Pavljučenkova    | Russia      | 19      | 17              |
| Nadia Petrova               | Russia      | 20      | 18              |
| Ana Ivanović                | Serbia      | 21      | 19              |
| Aravane Rezaï               | Francia     | 22      | 20              |
| Andrea Petković             | Germania    | 23      | 21              |
| Alisa Klejbanova            | Russia      | 24      | 22              |
| Yanina Wickmayer            | Belgio      | 25      | 23              |
| Marija Kirilenko            | Russia      | 26      | 24              |
| Dominika Cibulková          | Slovacchia  | 27      | 25              |
| Daniela Hantuchová          | Slovacchia  | 28      | 26              |
| Alexandra Dulgheru          | Romania     | 29      | 27              |
| María José Martínez Sánchez | Spagna      | 30      | 28              |
| Jarmila Groth               | Australia   | 31      | 29              |
| Cvetana Pironkova           | Bulgaria    | 32      | 30              |
| Klára Zakopalová            | Rep. Ceca   | 33      | 31              |
| Julia Görges                | Germania    | 34      | 32              |

* Le teste di serie sono basate sul ranking al 28 febbraio 2011.

### Altre partecipanti
Le seguenti giocatrici hanno ricevuto una wild-card per il tabellone principale:
- Coco Vandeweghe[3]
- Christina McHale[3]
- Lauren Davis[3]
- Sloane Stephens[3]
- Vania King[3]
- Jill Craybas[3]
- Sania Mirza[3]

Le seguenti giocatrici sono entrate nel tabellone principale passando dalle qualificazioni:

- Sorana Cîrstea
- Alizé Cornet
- Misaki Doi
- Kirsten Flipkens
- Jamie Hampton
- Lucie Hradecká
- Nuria Llagostera Vives
- Rebecca Marino
- Monica Niculescu
- Tamira Paszek
- Laura Pous Tió
- Zhang Shuai

### Giocatrici che non hanno partecipato
- Serena Williams (piede e boicottaggio del torneo dal 2001)
- Venus Williams (fianco e boicottaggio del torneo dal 2001)

## Punti e montepremi

### Distribuzione dei punti
| Turno                       | Singolare maschile | Doppio maschile | Singolare femminile | Doppio femminile |
| --------------------------- | ------------------ | --------------- | ------------------- | ---------------- |
| Campioni                    | 1000               | 1000            | 1000                | 1000             |
| Finalisti                   | 600                | 600             | 700                 | 700              |
| Semifinalisti               | 360                | 360             | 450                 | 450              |
| Eliminati ai quarti         | 180                | 180             | 250                 | 250              |
| Eliminati agli ottavi       | 90                 | 90              | 140                 | 140              |
| Eliminati al 3º turno       | 45                 | 10              | 80                  | 5                |
| Eliminati al 2º turno       | 25 (10)            | –               | 50 (5)              | –                |
| Eliminati al 1º turno       | 10                 | –               | 5                   | –                |
| Qualificati                 | 16                 | –               | 30                  | –                |
| Ultimo turno qualificazioni | 8                  | –               | 20                  | –                |
| 1º turno qualificazioni     |                    | –               | 1                   | –                |

### Montepremi
| Turno                       | Singolare maschile | Doppio maschile | Singolare femminile | Doppio femminile |
| --------------------------- | ------------------ | --------------- | ------------------- | ---------------- |
| Campioni                    | $611,000           | $200,200        | $700,000            | $237,000         |
| Finalisti                   | $298,200           | $97,700         | $350,000            | $118,500         |
| Semifinalisti               | $149,450           | $49,970         | $150,000            | $51,000          |
| Eliminati ai quarti         | $76,195            | $24,960         | $64,700             | $22,000          |
| Eliminati agli ottavi       | $40,160            | $13,160         | $32,000             | $11,500          |
| Eliminati al 3º turno       | $21,495            | $7,040          | $18,740             | $4,000           |
| Eliminati al 2º turno       | $11,605            | –               | $11,500             | –                |
| Eliminati al 1º turno       | $7,115             | –               | $7,050              | –                |
| Ultimo turno qualificazioni | $2,120             | –               | $2,100              | –                |
| 1º turno qualificazioni     | $1,085             | –               | $1,050              | –                |

## Campioni

### Singolare maschile
Novak Đoković ha battuto in finale  Rafael Nadal con il punteggio di 4–6, 6–3, 6–2.
- Per Đoković è il terzo titolo dell'anno, il 21° in carriera. Il serbo era ancora imbattuto fino a questo punto della stagione.

### Singolare femminile
Caroline Wozniacki ha battuto in finale  Marion Bartoli con il punteggio di 6–1, 2–6, 6–3.

### Doppio maschile
Aleksandr Dolhopolov /  Xavier Malisse hanno battuto in finale  Roger Federer /  Stan Wawrinka con il punteggio di 6–4, 6(5)–7, [10–7]

### Doppio femminile
Sania Mirza /  Elena Vesnina hanno battuto in finale  Bethanie Mattek-Sands /  Meghann Shaughnessy con il punteggio di 6–0, 7–5